# 環球影城杜拜樂園
環球影城杜拜樂園（Universal Studios Dubailand）是一座規劃興建中的環球影城主題樂園，地點位於阿拉伯聯合大公國杜拜。影城預定將與建設中的複合娛樂設施杜拜樂園（Dubailand）結合。2016年10月27日，宣佈樂園建設計劃正式取消。

## 開發規劃
環球影城杜拜樂園是一個預算超過80億迪尔汗的計劃，由環球影業和杜拜控股（Dubai Holding）的子公司Tatweer合資開發。樂園的興建計劃在2007年4月30日宣布，當時原本預定在2010年完工，並預期每年能吸引500萬名遊客造訪。
樂園在2008年7月27日正式動土開工，但由於當時正逢世界金融危機，開發者宣布了建設計劃將會延遲，並將開幕日期後推至2012年第一季。但是自2009年起，環球影城杜拜樂園再也沒有後續的建造進度。截至2012年中為止，整個基地上只有一個裝有環球影城標誌的大門。
之後隨著Tatweer公司在2010年中解散，這項合資計劃的前景也開始變得不明，大多數Tatweer的資產被合併到了TECOM和其他杜拜控股旗下的公司。
2011年4月，環球影業和杜拜官方開始商談樂園的工程計劃。但截至2012年底為止，樂園的基地依舊沒有任何工程進度。
在2012年11月下旬，杜拜酋長穆罕默德·本·拉希德·阿勒马克图姆宣布，杜拜官方將預計投資興建多項位於郊區沙漠的開發計劃，包括一座世界購物中心（Mall of the World，預計成為全世界最大的購物中心），和一間以環球影城為品牌的「家庭娛樂中心」

## 主題區域
環球影城杜拜樂園規劃了5個不同的主題區域。
- 好萊塢（Hollywood）
- 紐約（New York）
- 衝浪城市（Surf City）
- 壯闊冒險（Epic Adventures）
- 傳奇英雄（Legendary Heroes）

## 遊樂設施與表演
環球影城杜拜樂園在宣布計劃時也公開了一部分的遊樂設施與表演項目。

### 遊樂設施
- Carou-sea-sel
- Flight of the Roc
- 侏羅紀公園激流冒險（Jurassic Park Rapids Adventure）
- 木乃伊的復仇（Revenge of the Mummy）
- 啄木鳥伍迪的瘋狂飛車（Woody Woodpecker's Nuthouse Coaster）

### 表演節目
- 百老匯玫瑰劇場（Broadway Rose Theatre）
- 濱海舞台（Seaside Stage）
- 芝麻街4-D魔法電影（Sesame Street 4-D Movie Magic）
- 藍調兄弟（The Blues Brothers）
- 辛巴達的第八次奇航（The Eighth Voyage of Sindbad）
- 水世界（Water World）

## 資料來源
1. ↑  Theme Park Investigator. . Theme Park Investigator.   [2017-07-01]. （原始内容存档于2019-06-09）.
2. ↑  . Fast Company. 24 August 2009  [2013-06-06]. （原始内容存档于2017-09-13）.
3. 1 2 3  . The Independent. 2012-12-12  [2013-01-11]. （原始内容存档于2019-06-17）. In the desert outside the city stands the shell of the last large-scale leisure development – a 107-square-mile entertainment complex called Dubailand which was meant to house the world's largest array of theme parks. The signs for what would have been Universal Studios are whipped by the sand, and its gate leads nowhere.
4. ↑  .   [2021-08-22]. （原始内容存档于2021-08-22）.
5. ↑  .   [2013-06-06]. （原始内容存档于2009-02-16）.
6. ↑  Suzanne Fenton. . www.gulfnews.com. 2009-01-15  [2009-01-19]. （原始内容存档于2009-02-16）.
7. ↑  Zachary Wilson. . Associated Press. 2009-08-23  [2013-01-11]. （原始内容存档于2017-09-13）.
8. ↑  . New York Daily News. 2012-11-28  [2013-01-11]. （原始内容存档于2012-12-01）.
9. ↑  .   [2022-01-16]. （原始内容存档于2019-07-16）.

## 外部連結
- 環球影城杜拜樂園官方網站 （页面存档备份，存于）
- 杜拜樂園官方網站